# Morwówka
Morwówka – wysokoprocentowy napój alkoholowy produkowany w Armenii i Azerbejdżanie. Alkohol otrzymywany jest za pomocą destylacji zacieru z owoców czarnej i białej morwy, co nadaje wódce żółtozielony odcień i charakterystyczny aromat.